# Teinopodagrion macropus
Teinopodagrion macropus är en trollsländeart som först beskrevs av Selys 1862.  Teinopodagrion macropus ingår i släktet Teinopodagrion och familjen Megapodagrionidae. Inga underarter finns listade i Catalogue of Life.